# Re:Zero (3.ª temporada)
Re:Zero – Começando uma Vida em Outro Mundo é uma série de anime baseada na série de light novel escrita por Tappei Nagatsuki e ilustrada por Shinichirou Otsuka. Em março de 2023, foi anunciado que uma terceira temporada da série de anime estava em produção. A temporada é animada pela White Fox e dirigida por Masahiro Shinohara, que substitui Masaharu Watanabe como diretor da série. Haruka Sagawa está atuando como designer de personagens. Estreou em 2 de outubro de 2024, com um especial de 90 minutos. Para o primeiro cours, intitulado "Attack Arc", a música tema de abertura é "Reweave" interpretada por Konomi Suzuki, enquanto a música tema de encerramento é "Nox Lux" interpretada por Myth & Roid. Um segundo curso, intitulado "Arco do Contra-ataque", está programado para estrear no dia 5 de fevereiro de 2025.

## Episódios
| Attack Arc |   | |                                                       |                   |                                                  |                        |
| 51 | 1 | "Malícia Teatral" Transliteração: "Gekijō-gata Akui" (em japonês: 劇場型悪意)                                                                                | Masahiro Shinohara, Hiroyuki Tsuchiya & Risa Suzuki   | Masahiro Yokotani | Masahiro Shinohara, Goichi Iwahata & Risa Suzuki | 2 de outubro de 2024   |
| Um ano depois dos eventos no Santuário, O acampamento de Emilia recebe a visita de Mimi e Joshua Juukulius, cortesia do acampamento de Anastasia. Joshua transmite um convite de Anastasia para visitá-la na cidade Watergate de Priestella, ainda mais atraído por informações sobre uma pedra mágica que poderia ajudá-los a trazer Puck de volta. Subaru, Emilia, Beatrice, Otto e Garfiel viajam para a grande cidade e se encontram com Anastasia e Julius, que os informam sobre "a Cantora Maníaca" que dirige a Muse Company, que tem as pedras mágicas que eles desejam. No passeio de barco até lá, Subaru adoece e fica para trás com Beatrice, onde se deparam com uma jovem cantora, Liliana Masquerade. A garota os leva com entusiasmo para a Muse Company para se reunirem com o grupo e, inadvertidamente, causa comoção, arruinando o acordo. O grupo então passa por um homem de cabelos brancos, que demonstra interesse por Emília, enquanto ela o acha familiar. Eles logo descobrem que os campos de Felt e Crusch também receberam convites, ao se reunirem com Reinhard, Felt, Crusch, Felix e Wilhelm; Anastasia revela que tem informações sobre o Arcebispo da Gula do Pecado, para ajudar a restaurar as memórias de Crusch e acordar Rem. Garfiel é assombrado por visões de Elsa, enquanto se sente inseguro quanto à força superior de Reinhard, mas é animado por Mimi, que o leva pela cidade. Ele salva um grupo de crianças e, ao devolver uma para a família, fica surpreso ao ver sua mãe viva. Naquela noite, Subaru fala com Wilhelm sobre seu relacionamento tenso com seu neto Reinhard, por culpá-lo pela morte de sua esposa, e seu desejo de melhorá-lo, o que ele tenta fazer durante o café da manhã. No entanto, é interrompido pela chegada repentina de Heinkel, filho de Wilhelm e pai de Reinhard, trazido por Priscilla para sua própria diversão, que torna as coisas estranhas ao ridicularizar e insultar os dois. Subaru e Julius então desabafam suas próprias frustrações em relação à família disfuncional de Astrea. Mais tarde, Subaru, Emilia e Beatrice encontram Liliana e Priscilla se apresentando para uma multidão, com Priscilla expressando seu carinho pela cantora. Depois de se separar do grupo, Subaru e uma multidão de pessoas são saudados pelo Arcebispo da Ira do Pecado, Sirius Romanée-Conti, pregando para todos no topo de uma torre, com todos sendo inexplicavelmente atraídos por ela. Ela termina sua apresentação deixando cair uma criança para a morte, matando instantaneamente todos na plateia. Subaru "Retorna pela Morte" volta a vários minutos antes, durante o encontro com Liliana e Priscilla, recuando em estado de choque. |   | |                                                       |                   |                                                  |                        |
| 52 | 2 | "Um Confronto de Fogo e Gelo" Transliteração: "Hyōen no Ketsumatsu" (em japonês: 氷炎の結末)                                                                 | Ichinosuke Akikaze                                    | Yoshiko Nakamura  | Shinji Itadaki                                   | 9 de outubro de 2024   |
| Percebendo que tem apenas alguns minutos até o ataque de Sirius, Subaru corre até a torre na tentativa de resgatar a criança, Lusbel, descobrindo que ela também capturou sua amiga, Tina. No entanto, Subaru se vê inexplicavelmente dominado pelas emoções intensas de Lusbel, atrasando-o por tempo suficiente para que Sirius chegue e pendure Subaru na torre com sua corrente de metal, matando-o. Reaparecendo mais uma vez, Subaru decide procurar a ajuda de Reinhard, fazendo com que Rachins do acampamento de Felt o convoque. Reinhard chega rapidamente e facilmente derrota Sirius na batalha, enquanto todos os civis que sofreram lavagem cerebral torcem para que ele a mate. Ele faz isso, apenas para que todos morram exatamente da mesma maneira, incluindo Subaru. Reaparecendo pela terceira vez, Subaru informa em particular Beatrice sobre o ataque que se aproxima e discute uma maneira de neutralizar as habilidades de Sirius. Enquanto se preparam para enfrentá-la, Emília aparece, insistindo em ajudá-los. Sirius fica furioso com Emilia e os dois lutam, enquanto Subaru e Beatrice resgatam Lusbel. Sirius pega Emilia desprevenida usando Tina como refém, permitindo que ela aparentemente a queime viva. Mas em vez disso, ela é salva pelo homem de cabelos brancos, o Arcebispo da Ganância do Pecado, Regulus Corneas, que pretende tomá-la como sua 79ª esposa. |   | |                                                       |                   |                                                  |                        |
| 53 | 3 | "Tigre Deslumbrante" Transliteração: "Gōjasu・Taigā" (em japonês: ゴージャス・タイガー)                                                                      | Takashi Nagayoshi                                     | Masahiro Yokotani | Takashi Nagayoshi                                | 16 de outubro de 2024  |
| Nos portões da cidade, Otto encontra o Arcebispo da Gula do Pecado, Lye Batenkaitos. Na praça da cidade, Sirius começa a atacar Regulus e a inconsciente Emilia. Subaru e Beatrice usam sua magia combinada, bem como a Providência Invisível de Subaru, para tentar resgatar Emilia, mas falham. Ver as Mãos Invisíveis faz com que Sirius acredite que Subaru é Petelgeuse e reaja com muita alegria. Antes que qualquer outra coisa aconteça, os dois Arcebispos partem, por seguirem as palavras do Evangelho, com Regulus ferindo gravemente a perna de Subaru de antemão, o que é copiado para todos os demais na área devido à Autoridade de Sirius. Enquanto isso, Garfiel relembra a noite anterior, onde soube que o marido de sua mãe a encontrou há quinze anos no deslizamento que supostamente a matou, mas sem nenhuma lembrança, chamando-a de "Liara". Garfiel não consegue revelar seu relacionamento com ela para nenhum dos dois e depois começa a chorar, consolado por Mimi. Logo em seguida, a cidade recebe nos alto-falantes uma mensagem do Arcebispo do Pecado da Luxúria, Capella Emerada Lugunica. Subaru acorda em um bunker subterrâneo com Al e Felix, com Beatrice em estado de animação suspensa após usar toda sua mana para curar Subaru e os feridos. Eles se juntam a Crusch, Anastasia e Wilhelm, onde Subaru descobre que os Arcebispos assumiram o controle das quatro torres que cercam a cidade, ameaçando abrir os portões para afogar Priestella, e que eles desejam os restos mortais da bruxa que reside no cidade Ao mesmo tempo, Garfiel encontra mais uma vez Liara, que está preocupada com os filhos e o marido, e declara que os encontrará. |   | |                                                       |                   |                                                  |                        |
| 54 | 4 | "Operação Retomando o Gabinete do Governo" Transliteração: "Toshi Chōsha Dakkan Sakusen" (em japonês: 都市庁舎奪還作戦)                                      | Hiroyuki Tsuchiya                                     | Eiji Umehara      | Yasuaki Fujii                                    | 23 de outubro de 2024  |
| Na prefeitura, Garfiel e Mimi são confrontados por dois Cultistas das Bruxas, uma mulher e um homem de quatro braços, dos quais eles atacam e fogem. Em outro lugar, Heinkel mantém Felt como refém para evitar que Reinhard vá embora. Na base da Muse Company, Subaru e o grupo discutem o relacionamento potencial de Capella com uma Emerada Lugunica de cinquenta anos atrás, e que os restos mortais da bruxa são conhecidos apenas pelo Conselho dos Dez, incluindo o líder do Muse, Kiritaka. De repente, Garfiel chega carregando uma Mimi ensanguentada, com um ferimento que não fecha, que Wilhelm reconhece. Após Kiritaka revelar que os restos mortais da bruxa não podem ser removidos ou destruirão a cidade, e ao saberem que Capella tem vários reféns, eles planejam um contra-ataque para recuperar o controle da prefeitura, agora acompanhado por Julius e Ricardo; Al sai em busca de Priscilla, avisando-os sobre os outros arcebispos presentes. O grupo luta contra os Cultistas das Bruxas, enquanto Capella, transformada em um dragão, parece provocá-los. Quando ela se regenera após um ataque de Julius e vai embora, Garfiel, Wilhelm e Ricardo ficam para trás, enquanto Subaru, Crusch e Julius a perseguem. No entanto, eles são então enfrentados pelo Arcebispo da Gula do Pecado, Roy Alphard, enfurecendo Subaru. Enquanto isso, Emília acorda nua na cama e é saudada por Régulo, que pergunta se ela é virgem. |   | |                                                       |                   |                                                  |                        |
| 55 | 5 | "Torrente Turva" Transliteração: "Dakuryū" (em japonês: 濁流)                                                                                                | Kazue Otsuki                                          | Eiji Umehara      | Susumu Nishizawa                                 | 30 de outubro de 2024  |
| Emilia não tem certeza do que é uma virgem, o que encanta Regulus quando ele a apresenta a uma de suas esposas, Número 184. Julius fica para trás para lutar contra Roy enquanto Subaru e Crusch entram, onde rapidamente subjugam um dragão e resgatam um refém. Subaru fica chocado ao encontrar uma sala coberta de moscas gigantes, no momento em que Crusch é nocauteado pelo refém, revelando-se Capella, que tem o poder de transformar a si mesma e aos outros. Ela se transforma em Emilia para zombar da ideia de amor de Subaru, antes de arrancar sua perna machucada. Ela então dá a Subaru e Crusch um pouco de seu sangue de dragão para ver o que vai acontecer, assim que o dragão se levanta e atira fogo em Capella. Enquanto isso, Kiritaka não consegue entrar em contato com o Conselho dos Dez e, quando ele e Anastasia estão prestes a evacuar, são atacados por Sirius. Hetaro, Tivey e a guarda pessoal de Kiritaka, as Escamas do Dragão Branco, ficam para trás para lutar, permitindo que Anastasia escape. Em outro lugar, Otto usa seus poderes para causar uma distração, permitindo que Reinhard resgate Felt de Heinkel, nocauteando-o. Só então, as comportas são abertas repentinamente e a cidade começa a inundar. O dragão tenta voar com Crusch e Subaru, mas o ataque de Capella faz com que Subaru caia na água. Enquanto Emilia observa a devastação, Capella anuncia mais três exigências, o Tomo da Sabedoria, o espírito artificial e não interferir no casamento que se aproxima. |   | |                                                       |                   |                                                  |                        |
| 56 | 6 | "As Exigências do Cavaleiro" Transliteração: "Kishi no Jōken" (em japonês: 騎士の条件)                                                                       | Masahiro Shinohara, Ichinosuke Akikaze & Kazue Otsuki | Masahiro Yokotani | Masatoshi Hakada                                 | 6 de novembro de 2024  |
| 184 informa Emilia sobre o estado atual da cidade e que o Culto das Bruxas reabrirá as comportas se ela tentar escapar. Enquanto isso, Subaru acorda salvo da enchente por Priscilla e Liliana, e fica chocado ao descobrir que sua perna está totalmente curada e com propriedades regenerativas, graças ao sangue de dragão que Capella lhe deu. Priscilla informa Subaru sobre as três novas demandas, enfurecendo-o, no momento em que ela derrota um grupo de semi-feras que foram soltas na cidade. Eles entram em um abrigo para refugiados, onde os civis estão sob o feitiço da Autoridade da Ira e à beira de um motim, quando Liliana canta para eles, revelando que ela tem o poder de anular a Autoridade. Em outro lugar, Regulus vê Emilia em seu vestido novo e informa que seu casamento será em um local próximo naquela noite. Quando Emilia pede para descansar, Regulus desconta sua raiva em 184 e quase a mata. Depois de salvá-la, Emilia fica horrorizada ao ver que 184 não demonstra nenhuma emoção, perguntando-se por que todas as esposas de Regulus agem dessa maneira. Subaru se reúne com Julius, descobrindo que embora eles tenham perdido a Muse Company, eles recuperaram o cargo de governo e fizeram dela sua nova base, mas também que Crusch está sofrendo muito devido ao sangue do dragão. Subaru informa Anastasia e Julius sobre Beatrice ser um espírito artificial e que o Tomo da Sabedoria foi destruído. Julius então menciona quantos abrigos de refugiados estão enfrentando agitação devido à Autoridade da Ira, e depois de questionar como eles podem superar o conflito com o mínimo de baixas, Subaru declara seu desejo como cavaleiro de salvar todos, derrotar todos os seus inimigos e alcançar seus objetivos. final feliz Enquanto isso, Emilia espiona Regulus, que está discutindo com Capella em uma metia, descobrindo que ela não foi a responsável por abrir as comportas. Ela vai usar a metia para si mesma, quando inesperadamente Al a chama. |   | |                                                       |                   |                                                  |                        |
| 57 | 7 | "O Mais Novo dos Heróis e o Mais Antigo dos Heróis" Transliteração: "Mottomo Atarashī Eiyū to Mottomo Furui Eiyū" (em japonês: 最も新しい英雄と最も古い英雄) | Masato Gotō                                           | Yoshiko Nakamura  | Masahiro Shinohara                               | 13 de novembro de 2024 |
| Al encontra uma metia de um cultista de bruxas, inadvertidamente ligando para Emilia, que o informa sobre a localização de Regulus e Capella. Ele entrega sua mensagem a Subaru e ao grupo, agora acompanhado por Garfiel, no escritório do governo, no momento em que Subaru planeja usar a arma mestre para combater a Autoridade da Ira que afeta a cidade, transmitindo uma mensagem de esperança para todos. Quando todas as suas sugestões sobre quem usar a metia fracassam, Garfiel oferece o próprio Subaru e é apoiado por Julius. Al expressa sua preocupação com o fato de Subaru assumir tantas responsabilidades, o que acaba o convencendo a aceitar. Enquanto isso, Emilia fica surpresa ao ver uma leve demonstração de emoção por parte de 184, após expressar preocupação por Emilia não ter escapado. Ela então revela que Regulus matou todos que a conheciam, e fez o mesmo com todas as suas outras esposas, tudo por causa de sua possessividade. Subaru faz um discurso impactante e sincero para a cidade, falando sobre suas inseguranças, mas com a firme determinação de salvar a todos e derrotar as ameaças, que consegue atingir todos os civis e aliviar um pouco de sua ansiedade. Emilia expressa sua confiança em Subaru e seu desejo de ajudar 184, enquanto o resto do grupo no gabinete do governo expressa sua aprovação ao discurso de Subaru. Quando estão prestes a retomar o planejamento do contra-ataque, Otto e Reinhard se juntam a eles. |   | |                                                       |                   |                                                  |                        |
| 58 | 8 | "Aquele que eu amarei algum dia" Transliteração: "Itsuka Sukininaru Hito" (em japonês: いつか好きになる人)                                                   | Hidekazu Hara                                         | Yoshiko Nakamura  | Ryūhei Aoyagi                                    | 20 de novembro de 2024 |
| Ao discutir as exigências do Culto das Bruxas, Otto revela que adquiriu os restos queimados do Tomo da Sabedoria e o trouxe para a cidade para ser restaurado; ele secretamente diz a Subaru que suspeita que Roswaal tenha planos futuros e deseja saber o que está no Tomo. Subaru vai ver Crusch acordado, que está sofrendo muito com o sangue do dragão. Ao tocá-la, partes da infecção de Crusch são curadas e transferidas para o braço direito de Subaru, mas ela o impede antes que ele possa fazer mais nada. Wilhelm então revela a Subaru as identidades dos dois Cultistas das Bruxas, os corpos ressuscitados de "Oito Braços" Kurgan, o espadachim mais forte do Império Volakia, e sua esposa, a anterior Espada Santa Theresia van Astrea. Ele também revela que Theresia perdeu sua proteção divina, que foi transferida para Reinhard, durante sua batalha com a Baleia Branca, que a levou à morte; ele também pretende manter a identidade de Theresia em segredo para Reinhard. O grupo logo se junta a Priscilla e Liliana, que se voluntariam para enfrentar Sirius, usando o canto de Liliana para combater a Autoridade de Wrath. Wilhelm e Garfiel são designados para enfrentar Capella, Kurgan e Theresia, Reinhard e Subaru para confrontar Regulus para resgatar Emilia, e Julius e Ricardo para rastrear Gula. Na igreja, Régulo inicia a cerimônia, exigindo que, uma vez que Emília se torne sua esposa, ela não demonstre nenhum sinal de emoção. Emilia o repreende, expressando seus sentimentos sobre o que significa amar alguém, enfurecendo cada vez mais Regulus, ainda mais quando ela menciona Subaru. Antes que ele possa retaliar, Subaru e Reinhard invadem as portas e se apresentam, para alegria de Emilia. |   | |                                                       |                   |                                                  |                        |

### Lançamentos em BD/DVD

##### Japão
| Volume | Volume | Episódios               | Data de lançamento    | Ref.  |
| ------ | ------ | ----------------------- | --------------------- | ----- |
|        | 1      | 51                      | 24 de janeiro de 2025 | [ 7 ] |
| 2      | 52–55  | 26 de fevereiro de 2025 |                       | [ 7 ] |
| 3      | 56–58  | 26 de março de 2025     |                       | [ 7 ] |
| 4      | 59–62  | 28 de maio de 2025      |                       | [ 7 ] |
| 5      | 63–66  | 25 de junho de 2025     |                       | [ 7 ] |